# Stadionul Central (Recea)
Stadionul Central – stadion piłkarski w Recei niedaleko Baia Mare, w Rumunii. Obiekt może pomieścić 1000 widzów. Swoje spotkania rozgrywają na nim piłkarze klubu ACS Recea.
Pierwotnie w miejscu obecnego stadionu mieściło się jedynie boisko piłkarskie. W 2016 roku obok boiska otwarto nową halę sportową, a w 2018 roku oddano do użytku krytą trybunę dla 600 widzów po stronie zachodniej (na inaugurację 9 maja rozegrano mecz gospodarzy, drużyny ACS Recea, z Universitateą Kluż (0:2)). W 2020 roku ACS Recea wywalczyła historyczny awans do drugiej ligi. Promocja przyszła po dwumeczu z lokalnym rywalem, drużyną Minaur Baia Mare, w decydującym spotkaniu rewanżowym rozegranym 9 sierpnia na Stadionul Central w Recei gospodarze uzyskali awans dopiero po serii rzutów karnych.